# Andreas Stöcklein
Andreas Stöcklein (Alemanha, 1957 – Lisboa, 13 de julho de 2024) foi um artista plástico alemão, que trabalhou em Angola e Portugal.

## Biografia
Artista plástico, nascido na Alemanha, em 1957, aí viveu até a mãe se mudar com ele para Angola, onde trabalhava o pai, na instalação dos caminhos-de-ferro; até 1962, viveu em Luanda.
Regressado à Alemanha, formou-se em escultura e pintura, de 1977 a 1982, na Academia de Belas Artes de Düsseldorf; nesse último ano, no âmbito de duas viagens escolares de alguns meses, fez pesquisa sobre Land Art na serra da Arrábida e aí se exercitou na pintura explorando materiais naturais.
No ano seguinte, inicia-se na aprendizagem de técnicas de azulejaria e estabelece-se em Portugal. Trabalha em restauro e reprodução de azulejo tradicional em Lisboa, na empresa Azularte.
A par da execução de trabalhos de restauro – de que são exemplo os desenvolvidos nos jardins do Palácio de Queluz (primeiro trabalho), na igreja de Santa Maria do castelo de Sesimbra ou nas igrejas dos Cardaes e de Marvila -, explora as suas próprias formas de expressão através da arte azulejar, numa perspectiva contemporânea e conceptual, dominando materiais, cores, figurações, texturas, cores e ornamentação. Em 2005, numa entrevista à RTP afirma «gosto de adequar os materiais que uso àquilo que quero transmitir (…) o material tem peso na comunicação».
1984 foi o ano de integrar uma exposição colectiva na Galeria Metrópole, em Lisboa; realizou uma exposição individual - Luz exterior - no Círculo Cultural de Setúbal e uma intervenção escultórica na praia de Odeceixe.
Participou na V Bienal de Vila Nova de Cerveira, em 1986.
Em 1987, criou, na praia de Odeceixe, o marcante projecto temporário Membrana — Da Transparência do Solo, «uma estrutura construída em madeira, de 30 m de diâmetro, em forma de espelho parabólico, mas que aparenta ter o seu ponto focal no subsolo», que integrava instalações e objectos em azulejo no subsolo. A intervenção artística, que demorou 2 anos a concretizar, foi habitada por pessoas que iam à praia e foi criada com o fim de alterar os caminhos das pessoas que por aí circulavam.
Em 1988, instala o seu atelier na Quinta do Vale da Rosa, perto de Setúbal e cria obras de pintura e cerâmica.
A partir de 1990, passa a ser representado pela Galeria Ratton, e aí realiza a sua marcante exposição individual, nesse mesmo ano, Do Barroco à Subversão, na qual é clara a sua opção pela reinvenção do azulejo. Destacou do barroco, por exemplo, os querubins, recriados em diversos tondo. É artista residente da galeria, com a qual manteve forte vínculo, e onde expôs com regularidade e realizou projectos para diversas instituições privadas e públicas.
Nesse ano realiza outra exposição na galeria de exposições temporárias do Museu de Setúbal/Convento de Jesus, intitulada Do azulejo... ao azulejo - Andreas Stöcklein, de 20 de Janeiro a 18 de Fevereiro; acerca esta iniciativa José Meco escreveu: «larga e diversificada amostragem de azulejos, desde os de aspecto mais tradicional e que absorveram maior número de motivos do passado, nomeadamente as diversas fontes (uma especialmente complexa e monumental), e outros adereços arquitectónicos, no início da galeria, até ao fundo, onde as criações mais ousadas, como as composições circulares e quadradas, de fundos marmoreados com citações pós-modernas de formas barrocas, formavam uma cenografia deslumbrante, criando um envolvimento bastante coerente, que incluía uma instalação, no pavimento.» O mesmo historiador de arte, a propósito destas duas exposições de 1990, afirma: «Estamos na presença de um artista muito jovem, cuja obra se encontra no início, mas que poderá alcançar uma importância e originalidade cada vez mais acentuadas se continuar a desenvolver a sua manaira pessoal de sentir o azulejo que estas exposições já revelam.» e «As sugestões neo-barrocas, a ironia e a função arquitectónica são talvez os aspectos fundamentais destas criações.»
Dois anos depois, desenvolveu um projecto na Alemanha que «culmina com a apresentação da exposição 3,1416º K, Artcore, em Monchengladbach.»
Em 1996, expôs na Galeria COGITO na Feira de Arte Contemporânea Fórum '96, ao lado de Luiza Perienes, Carlos Dutra, Lázaro Lozano, entre outros.
Fez parte do júri da Bienal de Artes Plásticas da Festa do Avante, a partir de 1997.

## Prémios
- 2022 - Prémio SOS Azulejo ‘Obra de vida’[9][10][11]
- 2001 - Prémio Jorge Colaço de Azulejaria da cidade de Lisboa, com a Galeria Ratton[10]
- 2017 - Prémio SOS Azulejo de melhor obra artística pela obra no Túnel do Quebedo em Setúbal[10]

## Obras
Diversas obras na sua carreira, sobretudo em azulejo – em arte pública e em imóveis privados -, mas também em instalação, tela e desenho a carvão e tinta da China, merecem destaque:

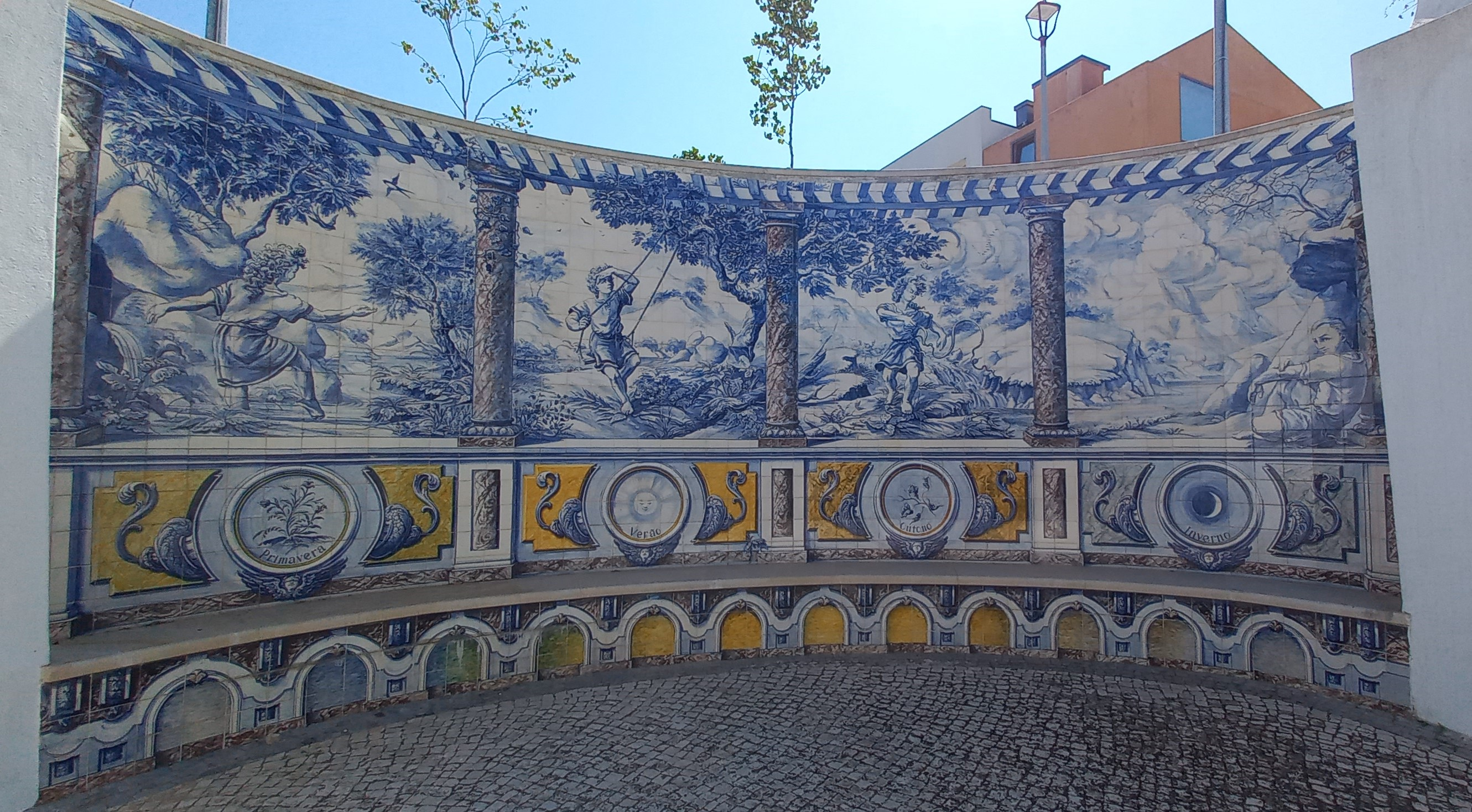
Quatro Estações, em Palmela

- o mural «Quadro Estações», no Largo da Boavista, em Palmela, de 1989, com um «efeito ilusório de trompe l’oeil, tão apreciado pelo espírito barroco[12]»;
- três painéis azulejares As estruturas virtuais do silêncio para o edifício Embaixador (Lisboa), do arquitecto Armando Fernandes;[13]
- o interior da Cervejaria Ribadouro, em Lisboa, datado de 1993;
- a intervenção «A justiça é cega» na Faculdade de Direito de Lisboa, de 1999/2000;
- em Alfragide, o painel para o altar-mor da Igreja da Divina Misericórdia,[14] de 2010;
- os painéis na estação ferroviária de Campolide (Lisboa), em 1999;
- a estação de Metro Rathaus em Essen (Alemanha) de 2014–2016, processo de criação e execução/produção demorado e exaustivo;[15]

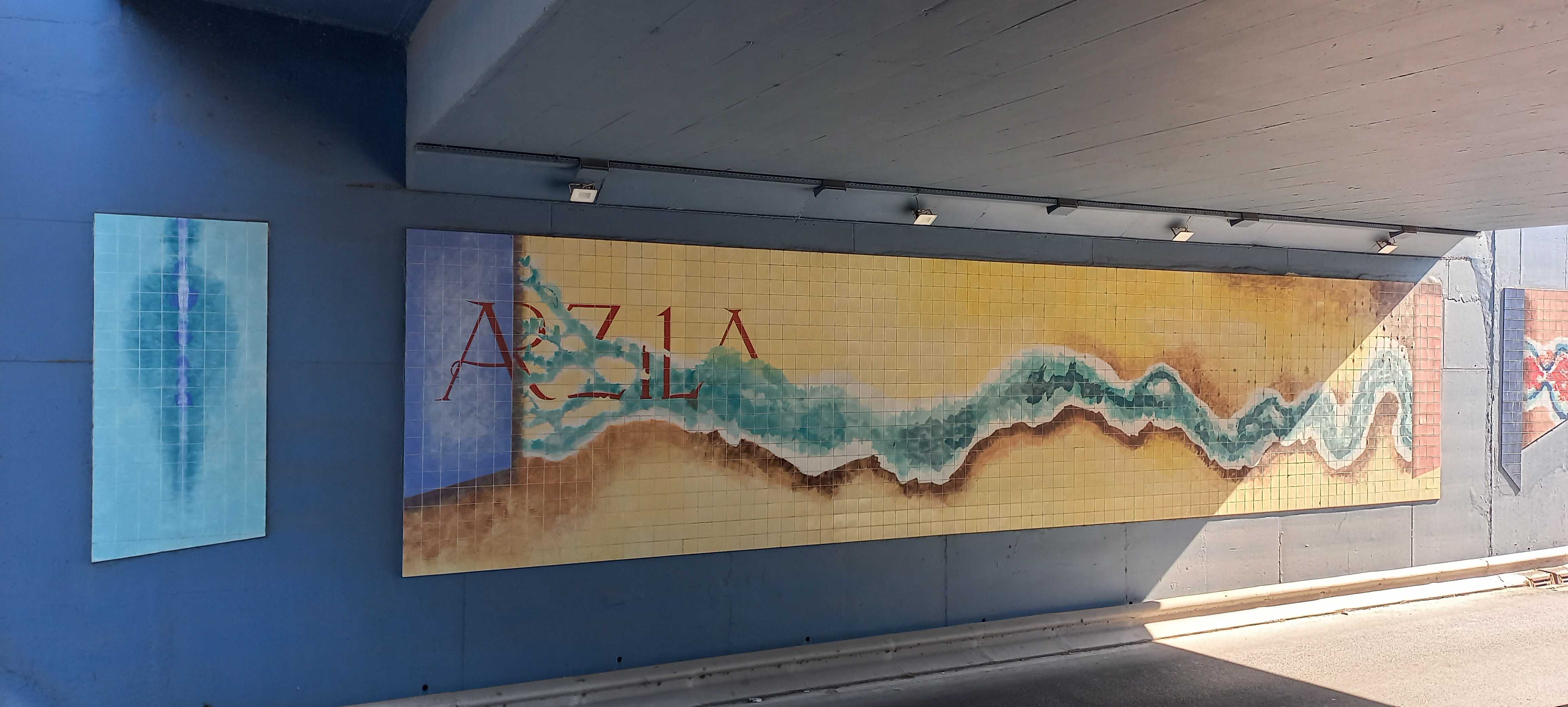
Painel azulejar no Túnel do Quebedo, Setúbal, pormenor

- túnel do Quebedo,[16] em Setúbal, obra na qual se homenageiam José Afonso, Luiz Pacheco, Manoel Barbosa du Bocage, Sebastião da Gama e Vasco Mouzinho de Quevedo.

Acerca da obra para a Estação de Campolide, onde se encontra um Ícaro contemporâneo, Stöcklein afirmou que o tema era a «viagem sem fim» e «O que eu queria era tornar esse “não-lugar” num lugar, torná-lo num espaço identificável, e penso que isso vai acontecer com o tempo. (…) O meu objetivo era partir de um espaço despersonalizado e dar-lhe um pouco mais de cor, ou melhor, dar-lhe um carácter lúdico.»
Em 2023, os 40 anos de presença do artista em Portugal, foram comemorados com duas exposições: a Sobre a Linha do Horizonte – Andreas Stöcklein na Colecção Ratton no Museu Nacional do Azulejo  e, na Galeria Ratton, a exposição O Outro Lugar. Conversas Interiores.
Andreas Stöcklein morreu em Lisboa, Portugal, a 13 de Julho de 2024. Era doutorando no Colégio das Artes da Universidade de Coimbra.